# Parafia św. Jacka w Płoskim
Parafia Świętego Jacka w Płoskim – parafia rzymskokatolicka znajdująca się w dekanacie Sitaniec, w diecezji zamojsko-lubaczowskiej.
Parafia została erygowana w dniu 24 września 1983 roku, dekretem ówczesnego biskupa lubelskiego, Bolesława Pylaka.
Do parafii należą wierni z następujących miejscowości: Siedliska Kolonia, Mokre-Kolonia, Płoskie, Siedliska.
Liczba mieszkańców: 2200.
Parafia wyróżnia się dużą liczbą powołań. Stąd pochodzi m.in. bp. Jan Mazur.